# Micky Green
Micky Green (* 28. Juni 1984 in Sydney als Michaela Gehrman) ist eine australische Pop-Sängerin und Laufstegmodel.

## Lebenslauf
Micky Green hat niederländische und deutsche Wurzeln. Ihre Eltern ließen sich scheiden, woraufhin Green bei ihrer Mutter in Sydney lebte. In der Schule spielte sie als Schlagzeugerin in einer Band und brachte sich selbst Klavierspielen bei. Nebenbei fing sie an, eigene Liedtexte zu schreiben, und nahm erste eigene Songs mit dem Computerprogramm GarageBand auf.
Im Alter von 18 Jahren verließ sie Australien, um in Europa als Model zu arbeiten. Neben dem Modeln verfolgte sie auch weiterhin ihre Musikkarriere, indem sie weiterhin an ihren Liedern schrieb. Momentan lebt sie in Paris. Ihr Debüt-Album White T-Shirt wurde am 4. September 2007 unter dem Plattenlabel Polydor France veröffentlicht. Produzent des Albums ist Renaud Letang, der bereits mit Feist und Peaches zusammengearbeitet hat. Kritiker lobten ihr erstes Album für die einfachen sensiblen Töne und seinen klaren, schlichten Sound, wenn auch andere Instrumente verwendet wurden, als nur die leisen Rhythmen, die wohl ein Überbleibsel aus Micky Greens GarageBand-Zeiten sind. Für ihre Frankreichtour im Frühjahr 2008 mit nahezu 20 Auftritten, lernte sie zusätzlich noch ein wenig Gitarrenspiel. Im Rahmen der Sendung OneSHotNot, die von ARTE  übertragen wird, trat sie mit rosafarbener Hello-Kitty-Gitarre neben der walisischen Sängerin Duffy, den Künstlern Manu Chao und Geoffrey Oryema und der Band Supergrass auf.
Wegen des Erfolgs des Albums entschloss sich Micky Green, die Arbeit als Model in naher Zukunft nicht weiter zu verfolgen.

## Diskografie

### Alben
- 2007: White T-Shirt
- 2010: Honky Tonk
- 2013: Daddy, I don't want to get married

### Singles
- 2008: Oh!
- 2008: Shoulda
- 2008: Begin to Fade